# Ingoda
Az Ingoda (oroszul: Ингода) folyó Oroszország ázsiai felén, a Bajkálontúli határterületen. Az Ononnal való egyesülésével keletkezik a Silka folyó.
Neve eredetileg tunguz nyelven: Enginda (Енгинда), burját nyelven: Angida (Ангида).

## Földrajz
Hossza: 708 km, vízgyűjtő területe: 37 200  km², évi közepes vízhozama a torkolatnál: 72,6 m³/sec.
A Hentej-hegységben, a Szohondo-masszívum lejtőjén ered; forrásvidéke a déli államhatár közelében kialakított „Szohondo” természetvédelmi terület része. Kezdetben mély, keskeny szurdokvölgyben folyik, majd a Cserszkij- és a Jablonovij-hegység között széles medencében halad északkelet felé. A Csita folyó torkolatánál medre éles kanyarulattal délkelet felé fordul és átvágja magát a Cserszkij-hegységen, völgye itt ismét összeszűkül. Közepesen magas hegyek között folyik végig, Uszty-Onon településnél egyesül az Ononnal, és a két folyó találkozásával keletkezik a Silka.
Az Ingodát általában november elejétől áprilisig végéig, mintegy 150–195 napig jég borítja. A jégtakaró vastagsága gyakran a másfél métert, egyes helyeken a 220–230 cm-t is eléri.
A partján fekvő egyetlen város Csita, a Bajkálontúli határterület fővárosa. Innentől a folyó mentén vezet a Transzszibériai vasútvonal egy szakasza.

### Jelentősebb mellékfolyói
- Balról: a Csita  és a Krucsina.
- Jobbról: a Tura és az Arenguj.